# Sadam Sulley
Sadam Sulley (Acra, Ghana, 16 de octubre de 1996) es un futbolista ghanés que juega de delantero en el SV Ried de la Bundesliga de Austria. 

## Carrera
Sadam Sulley se crio en las categorías inferiores del Vision FC de Acra, capital y ciudad más poblada de Ghana. El equipo, el cual milita en las ligas regionales de la Liga Premier de Ghana, aceptó la oferta del Legia de Varsovia por el jugador, marchándose a Polonia el 1 de julio de 2016 tras hacerse oficial su traspaso al club polaco a principios de año. En verano de 2017 es cedido por dos años al MFK Zemplín Michalovce eslovaco y debutando en liga el 9 de septiembre frente al MFK Ružomberok. Concluido su contrato con el Legia de Varsovia, Sulley ficharía por el FK Senica de la Superliga de Eslovaquia.
En agosto de 2020 ficha por el recién ascendido a la Bundesliga de Austria SV Ried.